# Elvira Monsell
Elvira Monsell (Ciudad de México, 24 de noviembre de 1960) es una primera actriz mexicana que incursionó en la televisión y el doblaje de voz. 
Es descendiente directa de la Dinastía Soler ya que es hija de Antonio Monsell, quien es el único hijo de Elvira Soler (hermana de Fernando Soler, Andrés Soler, Domingo Soler, Julián Soler, Irene Soler, Gloria Soler y Mercedes Soler; por consiguiente es sobrina de Alejandro Ciangherotti II y Fernando Luján y prima de Fernando Ciangherotti.
Empezó su carrera artística en 1977, en la telenovela Humillados y ofendidos, bajo la producción de Valentín Pimstein. Desde entonces, ha actuado en varias telenovelas. Durante su etapa como actriz de doblaje, en las décadas de 1980 y 1990, Elvira trabajó únicamente para Procineas S.C.L. "La Cooperativa", dando voz a distintas actrices. Desde pequeña había estado interesada en la actuación.

## Carrera
Elvira Monsell comenzó su carrera como actriz en 1977 en la telenovela Humillados y ofendidos. Desde entonces ha actuado en telenovelas como Soledad (1981), Vivir enamorada (1982), Guadalupe (1984), La gloria y el infierno (1986), La indomable (1987) y Amor en silencio (1988). 
En 1992 actuó en la telenovela Carrusel de las Américas y regresa a la televisión con Azul (1996), y obtiene su última participación en la cadena Televisa con Rosalinda (1999). Participa en la producción de Telemundo y Argos Daniela (2002) y posteriormente ingresa a las filas de TV Azteca con las series Ni una vez más (2005), Se busca un hombre (2007), así como en las telenovelas Secretos del alma (2008) y Pobre diabla (2009).
Después de varios años, regresa a Televisa en el segundo semestre de 2018 en una participación especial en la telenovela de corte judicial y policial Por amar sin ley en su segunda temporada, producida por José Alberto Castro, ahí da vida a Eugenia, la cuñada de Carmen (Arlette Pacheco), la secretaria del bufete Vega, a quien le pide ayuda ya que policías asesinan en los Estados Unidos a su sobrino Ramón (Erik Díaz) por racismo. Después de ésta colaboración, los productores de La rosa de Guadalupe y Como dice el dicho tiene planeado que ella participe en varios capítulos de éstos unitarios.

## Televisión
Telenovelas en Televisa, Tv Azteca y Telemundo:
- Desaparecida (2020)[1]
- Por amar sin ley II (2019).... Eugenia
- Las Bravo (2014) ... Eduviges Santa Cruz
- La mujer de Judas (2012)... Úrsula Manzur Barrona[2]
- Pobre diabla (2009).... Micaela Martínez
- Secretos del alma (2008).... La Malquerida
- Se busca un hombre (2007).... Georgina Olivares
- Ni una vez más (2005).... Rosa

- Daniela (2002).... Isabel Miranda

- Rosalinda (1999).... Bertha Álvarez
- Azul (1996).... Paz
- Carrusel de las Américas (1992).... Bernarda
- Amor en silencio (1988).... Paola Ocampo Trejo
- La indomable (1987).... Sofía Galindo
- La gloria y el infierno (1986).... Martina
- Guadalupe (1984).... Yolanda
- Vivir enamorada (1982).... Florencia
- Soledad (1981).... Perlita
- Humillados y ofendidos (1977)

Series
- Lo que callamos las mujeres (2024)

- Enemigo íntimo (2018) ... Zoraida
- Lo que la gente cuenta (Episodio: "Gritos en la Noche", 2006)
- A cada quien su santo (1 episodio: "San Judas mueve montañas", 2009)
- Mujer, casos de la vida real (1998): Episodios "No se culpe a nadie" y "Objeto de deseo"

## Premios

### Premios TVyNovelas
| 1989 | Mejor revelación femenina | Amor en silencio | Ganadora | 1989 | Mejor villana | Amor en silencio | Nominada |